# アレクサンダー・エルフィンストーン (第7代エルフィンストーン卿)
第7代エルフィンストーン卿アレクサンダー・エルフィンストーン（英語: Alexander Elphinstone, 7th Lord Elphinstone、1647年3月30日洗礼 – 1669年5月11日）は、スコットランド貴族。

## 生涯
第6代エルフィンストーン卿アレクサンダー・エルフィンストーンとリリアス・エルフィンストーン（Lilias Elphinstone、第5代エルフィンストーン卿アレクサンダー・エルフィンストーンの娘）の息子として生まれ、1647年3月30日にスターリングで洗礼を受けた。1654年10月26日に父が死去するとエルフィンストーン卿の爵位を継承、1655年5月30日に父の遺産継承者として（法的に）指定された。その後、エアスの領地を売却した。
1667年9月10日、アン・バーネット（Anne Burnett、アレクサンダー・バーネットの娘）と結婚したが、2人の間に子供はいなかった。
1669年5月11日に22歳で死去、弟ジョンが爵位を継承した。